# Ottorino Orlandini
Ottorino Orlandini (Lorenzana, 12 settembre 1896 – 19 gennaio 1971) è stato un partigiano e antifascista italiano, sindacalista cattolico.

## Biografia
Figlio di un sensale di Mosciano, fece studi da seminarista, poi abbandonati perché andò volontario al fronte durante la prima guerra mondiale, dove divenne tenente di complemento; in questa guerra fu intossicato dai gas venefici.

### Nelle Leghe Bianche
Nel primo dopoguerra fu esponente del Partito popolare di Luigi Sturzo (cattolicesimo sociale e federalismo) dal 1919 e a capo delle Leghe Bianche dei contadini cattolici del Mugello. Nel dicembre 1920 organizzò uno sciopero a San Piero a Sieve e si scontrò con gli squadristi. Divenne così un esponente dell'antifascismo toscano e nel 1926 fu costretto ad andare in esilio in Francia.

### Con Carlo Rosselli in Spagna
Allo scoppio della guerra di Spagna fu tra coloro che nel settembre 1936 per primi si arruolarono nella centuria Giustizia e Libertà, al comando di Carlo Rosselli. Prima di arruolarsi in questa formazione, che intervenne nella guerra in difesa della repubblica spagnola, scrisse una lettera a don Luigi Sturzo, considerato dall'Orlandini il suo capo politico, per chiedergli il consenso sulla sua partecipazione alla battaglia e don Sturzo gli rispose di seguire il suo impulso perché, dove si combatte per la libertà si combatte anche per il cristianesimo. 
Arrivato a Barcellona, fu mandato al fronte in Aragona, partecipando alla Battaglia del Monte Pelato, il primo scontro (vinto dai confederali repubblicani) tra italiani antifascisti e franchisti. 
Grazie alle sue doti militari e strategiche, alla vigilia della battaglia di Almudevar fu nominato colonnello (comandante) di una unità di mille uomini, per lo più anarchici. L'attacco dell'unità di Orlandini a Almudévar risultò un completo fallimento a causa soprattutto del mancato arrivo, precedentemente concordato, di unità di rinforzo comuniste.
Dopo contrasti con gli anarchici la formazione si sciolse e Orlandini combatté con il grado di capitano nel battaglione Matteotti e dal giugno 1937 nel battaglione Garibaldi, dove fu comandante di compagnia mitraglieri, fino a che non fu costretto ad uscirne per un dissidio avuto con i dirigenti comunisti.

### Internato in Francia
Nel 1939 come emigrato politico italiano che aveva combattuto in Spagna fu internato dai francesi nel Campo d'internamento di Le Vernet sui Pirenei francesi, e in questo luogo condusse una vita di espedienti per sfuggire alla morte. 

### La lotta partigiana
Tornò in Italia dopo la caduta del fascismo e, a Firenze, riprese i contatti con i militanti di Giustizia e Libertà iscrivendosi al partito d'Azione; dopo l'8 settembre 1943 comandò le formazioni militari del Partito d'Azione in Toscana.
Nel febbraio del 1944 fu arrestato dalla banda fascista di Mario Carità, fu interrogato e massacrato di botte, tanto da non essere riconosciuto nemmeno dai suoi compagni che si trovavano nel carcere delle Murate, luogo in cui fu condotto e dal quale, alla vigilia della Liberazione, riuscì ad evadere per riprendere a combattere nella battaglia di Firenze.

### Nella Democrazia Cristiana
Dopo lo scioglimento del partito d'azione nel 1946 entrò a far parte del partito della Democrazia Cristiana. Lasciò un libro di memorie manoscritto oggi all'Istituto Storico della Resistenza in Toscana. Se ne attende la pubblicazione entro l'estate del 2021.